# Termestrup
Termestrup er en lille landsby på Djursland i Hvilsager Sogn. Den ligger tre km nordvest for Mørke. Landsbyen ligger i Syddjurs Kommune og tilhører Region Midtjylland. Termestrup består af knapt 50 huse. Der er en benzintank i landsbyen, men døgnkiosken lukkede i 2013. Der er rutebilforbindelse til Hornslet og i modsat retning til Allingåbro og Ørsted (den sidste by kun som fleksbus).
|  | Denne artikel om lokaliteten Termestrup kan blive bedre, hvis der indsættes et (bedre) billede. Du kan hjælpe ved at afsøge Wikimedia Commons for et passende billede eller lægge et op på Wikimedia Commons med en af de tilladte licenser og indsætte det i artiklen. |

56°21′21″N 10°20′32″Ø / 56.355907°N 10.342162°Ø